# Gülümpaşalı, Silifke
Gülümpaşalı là một xã thuộc huyện Silifke, tỉnh Mersin, Thổ Nhĩ Kỳ. Dân số thời điểm năm 2011 là 440 người.